# جنون الهی
جنون الهی (انگلیسی: Divine madness) یا خرد دیوانه، به رفتارهای غیرمتعارف، غیرمنتظره یا غیرقابل پیش‌بینی مرتبط با تعقیب‌های مذهبی یا معنوی اشاره دارد. نمونه‌هایی از جنون الهی را می‌توان در بودیسم، مسیحیت، هلنیسم، هندوئیسم، اسلام، یهودیت و شمنیسم یافت.
جنون الهی معمولاً به‌عنوان تجلی رفتار روشن‌گرانه توسط افرادی که از هنجارهای اجتماعی فراتر رفته‌اند، یا به‌عنوان وسیله‌ای برای تمرین معنوی یا آموزش در میان معلمان توضیح داده می‌شود. این رفتارها ممکن است برای جریان اصلی جامعه علائم بیماری روانی به‌نظر برسد، اما نوعی خلسه مذهبی، یا «فعالیت هدفمند و منسجم» عمدی است، و «توسط افرادی که از مضمون جنون استفاده راهبردی می‌کنند» استفاده می‌شود.

## موارد مشابه بین فرهنگی

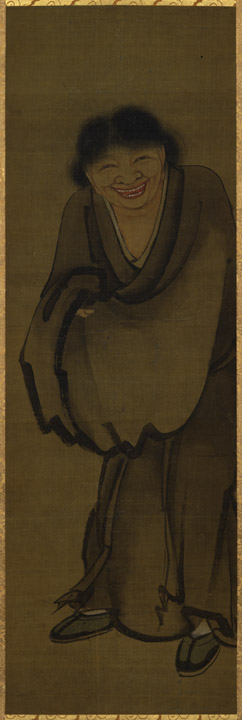
یان هویی، هانشان寒山 دیوانه را به‌تصویر می‌کشد. رنگ روی ابریشم. موزه ملی توکیو

به گفته جون مک دانیل و سایر محققان، جنون الهی در تاریخ و در اعمال بسیاری از فرهنگ‌ها یافت می‌شود و ممکن است منعکس‌کننده وجد مذهبی یا ابراز عشق الهی باشد. افلاطون در فایدروس و عقایدش دربارهٔ شیدایی، یهودیان حسیدی، ارتدوکس شرقی، مسیحیت غربی، تصوف همراه با ادیان هندی، همگی شاهد پدیده جنون الهی هستند. این شکل معمولی جنون نیست، بلکه رفتاری است که با مقدمات یک مسیر معنوی یا نوعی جذب کامل در خداوند سازگار است.
دیوالریو خاطرنشان می‌کند که سنت‌های مشابه «قدیس دیوانه» در فرهنگ‌های بودایی، هندو، اسلامی و مسیحی وجود دارد، اما دربارهٔ «عروج خیالی» که به‌راحتی بین این پدیده‌های مختلف مقایسه می‌شود، هشدار می‌دهد.
گئورگ فوئرشتاین، هانشان، شاعر ذن (قرن نهم) را دارای جنون الهی می‌داند و توضیح می‌دهد که وقتی مردم از او دربارهٔ ذن می‌پرسیدند، او فقط به‌صورت هیستریک می‌خندید. استاد ذن ایکیو (قرن پانزدهم) با اسکلت انسانی در اطراف شهر خود می‌دوید و پیام ناپایداری زندگی و قطعیت تلخ مرگ را منتشر می‌کرد. به گفته فوئرشتاین، اشکال مشابهی از رفتار اجتماعی نابه‌هنجار و جنون مقدس در تاریخ قدیس مسیحی سنت ایزادورا و داستان‌سرای اسلام صوفی ملا نصرالدین یافت می‌شود. جنون الهی در ادیان دیگر مانند یهودیت و هندوئیسم مشابهت دارد.

## یونان و روم باستان: شیدایی تیا
شیدایی تیا (یونانی باستان: θεία μανία) اصطلاحی است که افلاطون در گفت‌وگوی فایدروس برای توصیف وضعیت جنون الهی (رفتار غیرمعمول منتسب به مداخله خدا) به‌کار می‌برد. در این اثر، که مربوط به حدود ۳۷۰ سال قبل از میلاد است، سقراط استدلال می‌کند که جنون لزوماً یک شر نیست، و ادعا می‌کند که «بزرگ‌ترین نعمت‌ها از طریق جنون زمانی که به‌عنوان هدیه خدایان فرستاده شود، به ما می‌رسد».
سقراط چهار نوع جنون الهی را شرح می‌دهد:
- دیوانگی اوراکل دلفی و کاهنان دودونا (هدیه آپولون)
- مکاشفات و ابتکارات عرفانی که «راهی رهایی برای نیازمندان» فراهم می‌کند (هدیه دیونوسوس)
- الهام شاعرانه (هدیه موزها)
- جنون عاشقان (هدیه آفرودیت و اروس)

افلاطون در گفت‌وگوی دیگری به‌نام ایون این عقاید را بسط می‌دهد.
یکی از مظاهر شناخته‌شده جنون الهی در یونان باستان در آیین ماینادها، پیروان زن دیونیسوس بود. اطلاعات کمی در مورد مناسک آن‌ها وجود دارد. تصویر معروف فرقه در نمایش‌نامه اوریپید باکا را نمی‌توان از نظر تاریخی دقیق در نظر گرفت.
ویرژیل شاعر رومی، در کتاب ششم انئید، سیبیل کومایی را در حالتی دیوانه‌وار پیش‌گویی می‌کند:
درحالی‌که در خانه مکث کردند، باکره گریه کرد:

«اکنون عذاب خود را بپرس! - خدایا! خدا نزدیک است!»

پس گفت، از صورتش رنگش می‌پرید،

قفل‌های پیچ‌خورده‌اش آزاد می‌شدند، سینه‌ای که بالا می‌رفت

با خون وحشی قلبش متورم شد. قامت او به نظر می‌رسید

واستر، لهجه‌اش بیشتر از مرد فانی،

همان‌طور که تمام خدای نزدیک به اطرافش نفس می‌کشید…

## ادیان ابراهیمی

### مسیحیت
شمعون مجنون المسیح در قرن ششم، دیوانگی را با مهارت شبیه‌سازی کرد. شمعون سگ مرده‌ای پیدا کرد، طناب به پای جسدش بست و آن را در شهر کشید و مردم را خشمگین کرد. برای شمعون، سگ مرده شکلی از توشه‌ای بود که مردم در زندگی معنوی خود حمل می‌کنند. او وارد کلیسای محلی می‌شد و در حین عبادت به‌سوی جماعت آجیل پرتاب می‌کرد، که بعداً به دوستش توضیح داد که او ریاکاری در اعمال و دعاهای دنیوی را محکوم می‌کند.
مایکل اندرو اسکریچ بیان می‌کند که تفسیر جنون در مسیحیت از این باور افلاطونی گرفته شده است که دیوانگی به دو شکل است: بد و خوب، بسته به پیش‌فرض‌هایی که اکثریت دربارهٔ حالت «معمولی» دارند. مسیحیان اولیه دیوانگی را گرامی می‌داشتند و غیر مسیحیان آن‌ها را دیوانه می‌خواندند. برای آن‌ها آواگویی یا «زبان فرشتگان» بود. رفتار و تعالیم مسیح در زمان او جنون کفرآمیز بود، و به گفته سایمون پادمور، «جنون مسیح در خدمت تقدیس جنون کفرآمیز بود».
جنون مذهبی از نوع خلسه توسط مسیحیان اولیه به‌معنای افلاطونی خوب تفسیر شد. با این حال، همان‌طور که فلسفه یونان در الاهیات مسیحی از بین رفت، این ایده‌ها نیز رو به افزایش گذاشتند. در عصر رنسانس، جنون کاریزماتیک علاقه و تخیل عمومی را دوباره به‌دست‌آورد، همان‌طور که پیشنهاد افلاطونی چهار نوع «جنون خوب» را به‌دست‌آورد. در زمینه الهیات مسیحی، تا حدی به‌عنوان خلسه الهی، فرار از محدودیت جامعه، دیوانگی برای آزادی روح تفسیر می‌شدند.
در قرن بیستم، پنطیکاستیسم - جنبش‌های کاریزماتیک در مسیحیت پروتستان، به‌ویژه در ایالات متحده، آمریکای لاتین و آفریقا - اعمال جنون الهی را در میان پیروان خود تشویق کرده است. اعتقاد بر این است که خرد و قدرت شفابخش موجود در این حرکات از روح‌القدس است، پدیده‌ای به نام کاریسم («هدایای معنوی»). به گفته تانیا لورمن، «شنیدن صداهای روحانی» مرتبط ممکن است برای بسیاری از مردم «بیماری روانی» به‌نظر برسد، اما برای پیروانی که با هم به‌عنوان یک جمعیت فریاد می‌زنند و می‌رقصند، این‌طور نیست. پیروان معتقدند که یک سنت طولانی در معنویت مسیحی وجود دارد که در آن قدیسان مانند آگوستین گفته می‌شود که تجربیات مشابهی از توهمات عمدی و جنون داشته‌اند.

### اسلام
جنون الهی موضوعی است در برخی از اشکال عرفان اسلامی. به گفته فوئرشتاین، افرادی که به حالات روحی «دیوانگی» دست یافته‌ند، عبارتند از مستان مهربابا و صوفیان سرمست به‌واسطه شطحیات. در بخش‌هایی از گیلگت (پاکستان)، رفتار دراویش عجیب و غریب که به عبادت‌های عرفانی می‌پردازند، «قدوسیت دیوانگی» تلقی می‌شود. در سومالی، به گفته شیخ عبدی، محمد عبدالحسن رفتار و روش‌های عجیب و غریب باعث شد که برخی از نویسندگان دوران استعمار او را «ملا دیوانه»، «کشیش دیوانه الله» و نام‌های دیگر بخوانند.

به گفته صادق رحیمی، توصیف صوفیانه جنون الهی در پیوند عرفانی، آیینه‌ای است که با بیماری روانی مرتبط است. او می‌نویسد،
شباهت‌های بین فرمول صوفیانه جنون الهی و تجربه عامیانه روان‌پریشی در بین بیماران ترک بسیار واضح و متداول است که نمی‌توان آن را تصادفی تلقی کرد.
در نسخه آفریقای غربی تصوف، به گفته لیندا شویتن، نمونه‌هایی از قدیسان مجنون بخشی از مارابوتیسم هستند که در آن رفتار دیوانه و احمقانه یک مارابوت با یک بیماری روانی مقایسه می‌شد و نوعی حماقت الهی، تقدس تلقی می‌شد. با این حال، چویتن اضافه می‌کند، تصوف بر خلاف اسلام، چنین رفتار جنون‌آمیز الهی را پذیرفته است.

## ادیان هندی

### هندوئیسم
مضمون جنون الهی در تمام سنت‌های اصلی هندوئیسم (شایویسم، وایشنویسم و شاکتیسم)، هم در اساطیر و هم در قدیسان، متفکران و معلمان آن، دیده شده است. آن‌ها طوری به تصویر کشیده می‌شوند که گویی دیوانه عمل می‌کنند و فرضیات و هنجارهای اجتماعی را به‌عنوان بخشی از تعقیب‌های معنوی خود یا نتیجه آن به چالش می‌کشند.

## شمنیسم
به گفته میرچا الیاده، جنون الهی بخشی از شمنیسم است، حالتی که یک آسیب‌شناس یا روان‌شناس احتمالاً به‌عنوان یک بیماری روانی یا وضعیت روانی نابه‌هنجار تشخیص می‌دهد. الیاده و هری آیس بیان می‌کنند، ممکن است این یک تشخیص نادرست باشد، زیرا شمن «به‌جای این‌که حالت روان‌پریشی بر او کنترل داشته باشد، کنترل حالت عرفانی را در دست دارد». یک شمن به‌طور آگاهانه وارد حالت خلسه می‌شود، با مراسمی مانند موسیقی و رقص، سپس زمانی که بخواهد از آن خارج می‌شود. یک بیماری روانی فاقد این ویژگی‌ها است. علاوه بر این، حداقل برای شرکت‌کنندگان، اعمال و خلسه شمن، چه به‌عنوان یک شفادهنده و چه به‌معناهای معنوی دیگر، معنا و قدرت دارد.

## یادداشت
1. ↑  مجموعه‌ای از اعمال است که پس از عبادات انجام می‌گیرد. همچنین به‌معنای اوراد و دعاهایی است که بعد از نماز خوانده می‌شود